# Bruno Kalniņš
Bruno Kalniņš född 7 maj 1899 i Tukums, död 26 mars 1990 i Stockholm, var en lettisk socialdemokrat och historiker.

## Biografi
Kalniņš var en av ledarna i den socialdemokratiska ungdomsrörelsen i mellankrigstidens Lettland och ledamot i Saeima (parlamentet). Som en viktig socialdemokratisk aktivist blev han arresterad och utvisad till Sverige vid Kārlis Ulmanis statskupp 1934.
Kalniņš återvände till Lettland 1940, efter den sovjetiska ockupationen. Han tjänstgjorde till en början som politisk officer i den lettiska folkarmén, som senare blev införlivad i Röda armén. Därefter föreläste han i marxistisk politik vid Lettlands universitet. Under Nazitysklands ockupation av Lettland arresterades han och skickades till koncentrationsläger.
Efter kriget levde han i exil i Sverige, verksam som historiker och skrev böcker om Baltikum och rysk historia. Från 1970 var han ordförande för Baltiska institutet i Stockholm. Han hjälpte till att återupprätta det socialdemokratiska arbetarpartiet i Lettland. Även om hans senare skrifter var kritiska mot den sovjetiska regimen i hans hemland kunde många letter inte förlåta honom hans samarbete med ockupationsmakten 1940-1941.[källa behövs] Kalniņš avled i Stockholm 1990, vid 90 års ålder.